# Youb
Youb (în arabă يوب) este o comună din provincia Saïda, Algeria.
Populația comunei este de 17.355 de locuitori (2008).